# John Keats

John Keats, portret door William Hilton, National Portrait Gallery, Londen

John Keats (Londen, 31 oktober 1795 – Rome, 23 februari 1821) was een Engels dichter uit het tijdperk van de romantiek. Hij leidde een kort, maar intens leven en wordt gerekend tot de belangrijkste dichters van zijn generatie. Tijdens zijn leven werd het belang van zijn werk niet altijd erkend en over zijn poëzie werd erg kritisch geoordeeld, ook door tijdgenoten zoals Byron. Na zijn dood groeide zijn reputatie in die mate aan dat hij aan het einde van de 19e eeuw een van de meest geliefde Engelse dichters was. Hij had een grote invloed op heel diverse latere dichters en schrijvers: Jorge Luis Borges, bijvoorbeeld, getuigde dat zijn eerste kennismaking met de poëzie van Keats de belangrijkste literaire ervaring van zijn leven was geweest.
De poëzie van Keats wordt gekenmerkt door sensuele beelden, met name in de reeks odes. Vandaag de dag behoren de gedichten en brieven van Keats tot de meest populaire en geanalyseerde teksten uit de Engelse literatuur.

## Biografie
Keats had een bewogen leven. Zijn vader overleed ten gevolge van een ongeluk toen John 8 jaar oud was. Zijn moeder hertrouwde spoedig, maar verliet haar man ook weer na korte tijd. Daarna ging het gezin bij Johns grootmoeder wonen. In die periode kreeg Keats op school belangstelling voor literatuur. In 1810 overleed zijn moeder aan tuberculose. Keats was toen 14 jaar oud.
Zijn grootmoeder benoemde twee voogden voor de kinderen. John verliet zijn school en ging een praktische medische opleiding volgen. In 1814 stopte hij hiermee na een ruzie met zijn leermeester en zette zijn studie voort in een plaatselijk ziekenhuis. Zijn belangstelling voor poëzie nam hem echter steeds meer in beslag. Zijn vroege werk stond onder invloed van John Milton en Edmund Spenser en zeker ook van zijn tijdgenoot William Wordsworth. Een van zijn eerste gedichten was geïnspireerd op Spenser en heette Imitation of Spenser (1816). In 1817 volgde zijn eerste bundel onder de titel Poems en trok hij naar het eiland Wight.

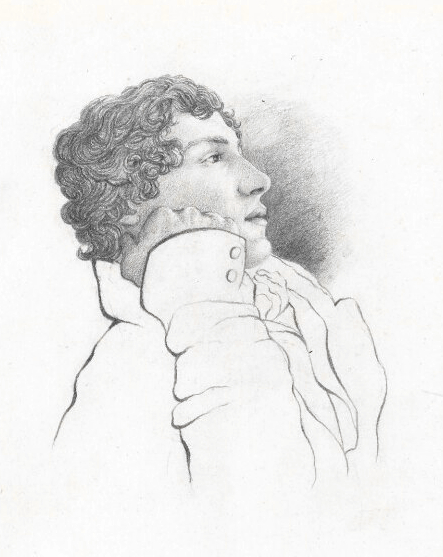
Portret van John Keats, Charles Brown, 1819

Daar kreeg hij, naast zijn dichtwerk, de zorg voor zijn broer Thomas (Tom) die, net als zijn moeder, aan tuberculose leed. Hij voltooide zijn gedicht Endymion en ging daarna met zijn vriend Charles Brown op een trektocht door het Lake District, Schotland en Ierland. Hij genoot van de reis, maar de longziekte openbaarde zich ook bij Keats. In het najaar verergerde de toestand van zijn broer. John verpleegde zijn broer tot zijn dood in 1818. Hij werd verliefd op Fanny Brawne, maar Keats' gezondheidsproblemen verhinderden een huwelijk.
Ondanks alle tegenslag en slechte kritieken werden de jaren 1818 en 1819 een zeer vruchtbare periode, waarin hij het ene na het andere werk schreef in de vorm van odes, sonnetten en fragmenten, waaronder Ode to Psyche, Ode on a Grecian Urn en Ode to a Nightingale. 

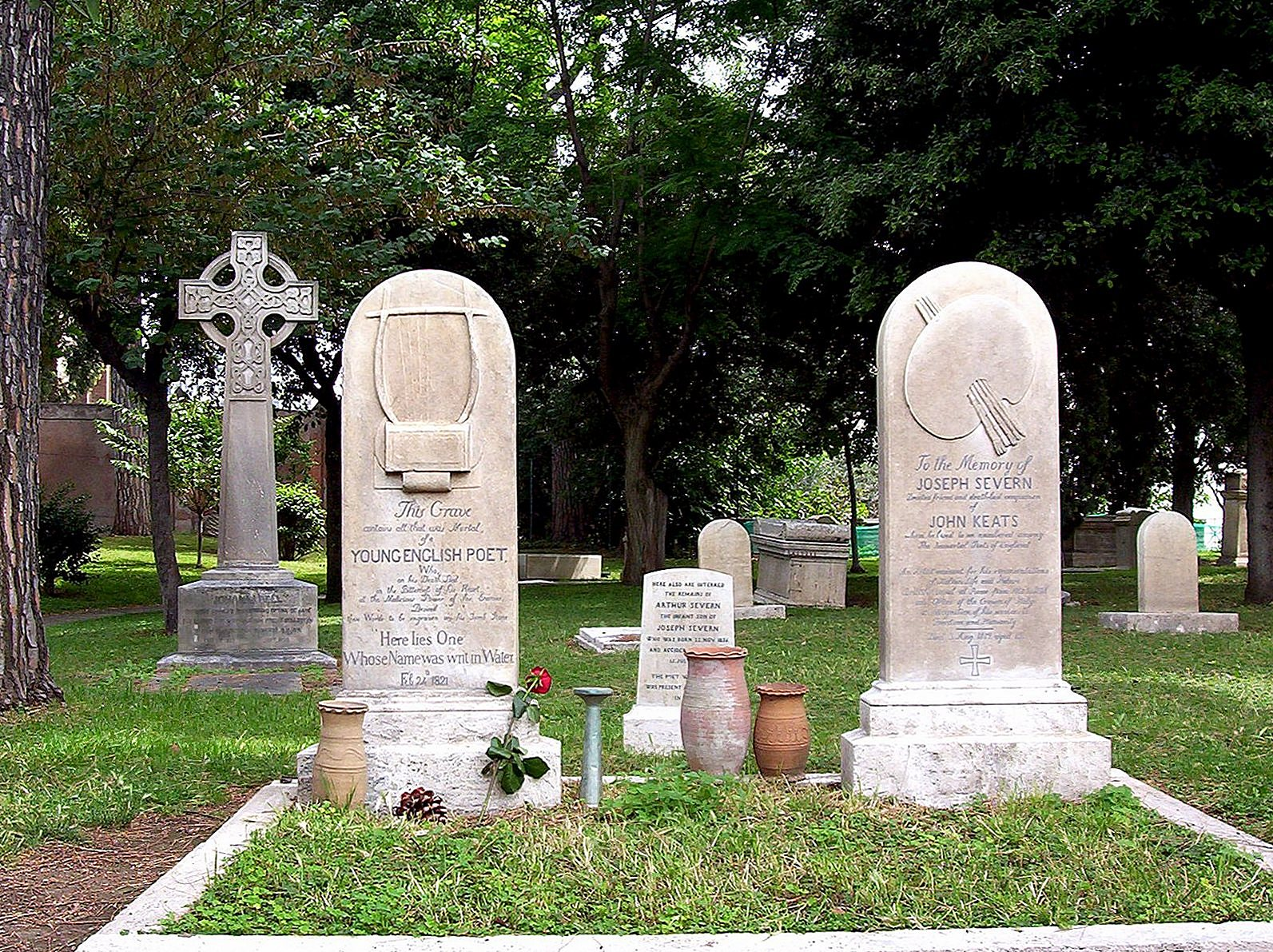
Links het graf van Keats, rechts dat van zijn vriend Joseph Severn op het Cimitero Acattolico per gli Stranieri al Testaccio

In 1820 ging zijn gezondheid verder achteruit. Op aanraden van zijn artsen verliet hij Engeland en met zijn vriend Joseph Severn ging hij, op uitnodiging van de dichter Shelley, naar Italië. Dit leek hem verlichting te brengen, maar die was van korte duur. Keats stierf op 23 februari 1821 en werd begraven op het Cimitero Acattolico in Rome.
Keats heeft tijdens zijn korte leven vele brieven geschreven waarin hij zijn visie op het dichterschap uiteenzette. Deze brieven worden tot de mooiste uit de Engelse literatuur gerekend. Keats' correspondentie werd in 1878 gepubliceerd, inclusief zijn liefdesbrieven aan Fanny Brawne. De veiling van deze brieven in 1885, die gepaard ging met enig publiek protest, leidde tot een daaraan gewijd gedicht van Oscar Wilde.
De tekst op zijn grafsteen was: "Hier ligt iemand wiens naam geschreven was in water".
In 2009 verscheen een film over de laatste drie levensjaren van Keats, Bright Star.

## Beroemde fragmenten
A thing of beauty is a joy forever,

Its loveliness increases; it will never

Pass into nothingness.

uit: Endymion: A Poetic Romance
Beauty is truth, truth beauty, that is all

Ye know on earth, and all ye need to know.

uit: Ode on a Grecian Urn
Bright Star, would I were steadfast as thou art,

not in lone splendour hung aloft the night 

Uit: Bright Star

## Verder werk
- On First Looking into Chapman's Homer (sonnet, 1816)
- Sleep and Poetry (1816)
- Endymion: A Poetic Romance (1818)
- Hyperion (1818)
- Isabella, or The Pot of Basil (1818)
- The Eve of St. Agnes (1819)
- Bright star, would I were stedfast as thou art (sonnet, 1819)
- La Belle Dame sans Merci: A Ballad (1819)
- Ode to Psyche (1819)
- Ode to a Nightingale (1819)
- Ode on a Grecian Urn (1819)
- Ode on Melancholy (1819)
- Ode on Indolence (1819)
- Lamia (1819)
- To Autumn (1819)
- The Fall of Hyperion: A Dream (1819)

## Nederlandse vertaling
- John Keats, De nachtegaal. Oden en sonnetten, Ingeleid en vertaald door Paul Claes (Vleugels, 2023)